# Союз п'ятірки
П'ятірний союз або союз п'ятірки — це пакт про співробітництво, що виник на конгресі в Екс-ля-Шапель осінню 1818, коли Франція приєдналася до Четверного союзу, створеного Австрією, Пруссією, Росією та Великою Британією. Європейське мирне врегулювання укладено на Віденському конгресі 1815 року.
Після конгресу в Екс-ля-Шапель (в Аахені) держави Альянсу збиралися тричі: у 1820 р. на конгресі в Троппау (Опава), у 1821 р. на конгресі в Лайбаху (Любляна) та у 1822 р. на конгресі в Вероні.
Хоча Велика Британія стояла переважно осторонь від неліберальних дій Альянсу, чотири континентальні монархії успішно санкціонували військові дії Австрії в Італії в 1821 році й французьку інтервенцію в Іспанії в 1823 році.
Традиційно вважається, що Альянс припинив своє існування разом зі Священним союзом трьох початкових континентальних членів після смерті російського імператора Олександра I в 1825 році.